# Лараки
|  |  |

„Лараки“ (на арабски سيارات لعراقي) е бивш производител на автомобили от Казабланка, Мароко, съществувал в периода 1999 – 2008 г. Компанията е първият производител на модерни суперавтомобили в Африка.

## История
Основана е от Абдеслам Лараки – млад марокански конструктор, който още през 1986 г. открива „Лараки Дизайн“ – фирма, занимаваща се с дизайна на прибори за хранене и порцеланови и стъклени стоки.
През 1999 г. решава да започне да произвежда автомобили и се свързва с няколко компании с молба да му доставят части. „Ламборгини“ отправя най-изгодното предложение. Така през 2002 г. от италиански части и марокански дизайн на бял свят се появява „Лараки Фулгура“, който година по-късно влиза в серийно производство. Също на автосалона в Женева, но през 2005 г., дебютира и вторият модел на фирмата „Лараки Борак“.
През 2008 г. Абдеслам Лараки преустановява производството на автомобили и се отдава изцяло на конструирането на яхти.